# 唐培经
唐培经（1903年4月30日—1988年10月），数学家，统计学家，教育家。江苏省金坛人。
曾先后就读于金坛王母观村小学、金坛第一高等小学、无锡第三师范附属小学。1919年考入南京高等师范学校附属中学，1923年考入国立东南大学就读于数学系，1927年毕业。
毕业后任教于上海光华大学附中。1928年任金坛中学校长。1929年至1934年任教于北京清华大学数学系。1934年赴英国伦敦大学留学，1937年获统计学博士学位。回国后，应聘为国立中央大学教授，抗战时期曾任中央大学柏溪分校主任、中央大学教务长。1948年，任教育部高等教育司司长。
1949年3月，任美国依阿华州学院教授。1951年，受聘为联合国粮农组织技术顾问，改进农业普查和农产统计；期间驻巴拿马两年，厄瓜多尔三年，秘鲁三年；后任拉丁美洲区区域农业统计顾问七年；1967年7月，在美国首都华盛顿主持与美国农业部合办的国际普查训练班；1969年8月31日退休。